# Cedicoides simoni
Cedicoides simoni är en spindelart som först beskrevs av Dmitry Evstratievich Kharitonov 1946.  Cedicoides simoni ingår i släktet Cedicoides och familjen vattenspindlar.
Artens utbredningsområde är Uzbekistan. Inga underarter finns listade i Catalogue of Life.